# Edmond Polynice
Edmond Sylvestre Polynice fue un militar y político haitiano que desempeñó el cargo de presidente de Haití en dos interinatos en 1914, en ambas ocasiones sirvió como jefe de un Comité de Salvación Pública. Previamente fue miembro del comité de mayo de 1902 dirigido por Pierre Théoma Boisrond-Canal.
En la década de 1910, Haití vivió una grave inestabilidad política. Estos convulsos años estuvieron marcados por gobiernos efímeros y las revueltas de los Cacos. Tras la muerte de los generales Cincinnatus Leconte y Tancrède Auguste, el civil Michel Oreste fue elegido presidente en 1913. El mismo presentó su renuncia el 27 de enero de 1914 bajo la presión de una insurrección golpista liderada por los Cacos de Zamor. Edmond Polynice asumió provisionalmente el poder en Haití, presidiendo un comité cívico-militar encargado de mantener el orden tras la salida de Michel Oreste, gobernando del 27 de enero al 8 de febrero. Polynice transfirió el poder a Oreste Zamor, luego de que la Asamblea Nacional lo eligiera presidente. Con la caída de Zamor ese mismo año, Polynice volvió al poder con un comité provisional, gobernando del 29 de octubre al 6 de noviembre, transfiriendo la presidencia a Joseph Davilmar Théodore.
Edmond Polynice, junto con Charles de Delva y Herman Robin, formaron una conspiración revolucionaria contra el presidente Vilbrun Guillaume Sam que culminó en la madrugada del 27 de julio de 1915 con un ataque al Palacio Nacional. Acorralado, el presidente Sam se refugió en la legación francesa. En represalia, el leal jefe de policía de Sam, Charles Oscar Étienne, ordenó la ejecución de presos políticos. Polynice, que perdió a tres hijos durante las ejecuciones, se presentó personalmente en la Legación Dominicana, donde encontró a Charles Oscar Étienne y lo mató a tiros. Casi al mismo tiempo, una turba invade la legación francesa y mata al presidente Sam. Tras el asesinato de Vilbrun Sam, Polynice se convirtió en miembro del Comité Revolucionario dirigido por Charles de Delva, que funcionó del 28 de julio al 11 de agosto. De hecho, el comité sólo controlaba la capital del país, Puerto Príncipe, y sus actividades se desarrollaron en el contexto de la invasión estadounidense de Haití y la rebelión del revolucionario Rosalvo Bobo. Polynice formó parte de una comisión especial que negoció con Bobo. En agosto, el comité transfirió el poder a Philippe Sudré Dartiguenave.